# 夏希 (グラビアアイドル)
夏希（なつき、1992年3月3日 - ）は、日本のグラビアアイドル、元AV女優。旧芸名は夏希みなみ。

## 略歴
愛知県出身。
2014年6月、アダルトビデオメーカー・プレステージの専属女優としてデビューした。所属事務所はマークスジャパン。
2016年7月17日の公式ブログで、マークスジャパンからアローズへ所属事務所を移籍したことを報告。
2017年12月31日、公式ツイッターで同日を持って所属事務所を辞めAV女優も引退することを発表。引退後は撮影会やオフ会などの活動をしている。
2018年、グラビアアイドルの夏希として芸能界転身。11月に初のイメージビデオを発売。以降はフィットネスグラドルの肩書を主に使用している。
2024年時点の報道上での肩書きはモデル・実業家。

## 人物
- AV時代の芸名は中華圏では「夏希南」となっているが本人は「夏希美波」が正しい表記としている。
- 看護師、保健師、助産師の国家資格を持つ。
- 売りにしているのはお尻[8]。
- AV業界入りは奨学金返済のため。返し終わったため引退し、写真撮影されることは好きだったため、モデル業を継続した[9]。
- AV女優時代の過去は隠しておらず[10]、後輩女優との共演も受け入れているが、グラビアアイドル転身以降はヌード仕事は断っている。いわく「GIGAの仕事は断るが、ZENピクチャーズならやりたい」とのこと[9]。

## 出演作品

### アダルトDVD
2014年
- 新人 プレステージ専属デビュー（6月20日、プレステージ）
- 新・絶対的美少女、お貸しします。 ACT.23（7月19日、プレステージ）
- 最高のセックス。（8月22日、プレステージ）
- 天然成分由来 夏希みなみ汁120% 夏希みなみの体液（9月19日、プレステージ）
- 夏希みなみがご奉仕しちゃう 超最新やみつきエステ（10月22日、プレステージ）
- 人生初・トランス状態 激イキ絶頂セックス（11月21日、プレステージ）
- 働くオンナ 3 SP.05 プレステージ専属女優 夏希みなみSpecial（12月19日、プレステージ）
- （素）シロウトTV PREMIUM 17（12月19日、プレステージ）※「みな」名義

2015年
- 世界一美しく卑猥な腹筋騎乗位（1月21日、プレステージ）
- 俺達の痴漢専用ペット（2月20日、プレステージ）
- 日焼けした嫁の妹に発情しちゃった俺（4月9日、AKNR）
- RQ 生パンスト破り中出しFUCK!（5月7日、Be Free）
- 姉の匂い みなみ 25歳 〜看護師の姉が働く病院に入院した弟が撮影した近親相姦の記録〜（6月18日、SODクリエイト）
- 女子アナ内定取り消し 輪姦生中継 涙のリポート（7月7日、アタッカーズ）
- シェアハウス監禁 女体採集（8月7日、アタッカーズ）
- SOUL DESTROYER 炎上昇天装置（9月7日、アタッカーズ）
- ガックガクの女（10月2日、ドリームチケット）
- コスプレ×オイル×中出しSEX（10月7日、Be Free）
- 「童貞くんのオナニーのお手伝いしてくれませんか…」 海で声を掛けた心優しい専門学生・女子大生・ショップ店員・歯科衛生士さんがマジックミラー号で童貞くんを赤面筆おろし! 5（10月8日、SODクリエイト）
- 蒸れたパンストの中に手を突っ込まれ逃げられず指がめり込む程の巨尻揉み痴漢（10月8日、ナチュラルハイ）
- 美脚×競泳水着×パンスト眼鏡（10月9日、クリスタル映像）
- W59からのH90というナイス過ぎるクビレ! 健康的な引き締まり体型なのにこの巨尻!（10月10日、ZeTToN）
- お姉さんの巨尻が猥褻過ぎて秒殺で悩殺!!（10月10日、MARRION）
- 絶対に咥えてはいけない、舌技フェラ（10月16日、SEX Agent）
- 真っ昼間から飲んでる人妻は100%誘われ待ちww いたずらされて逆になんだか感じちゃってません?(笑)（10月22日、DOC）※「りょうこ」名義
- 溢れる愛液。煌めく汗。止まらない痙攣。（11月1日、TEPPAN）
- 上司の恫喝に次第に反応し失禁する程興奮する変態ドMパートレディ（11月2日、DOC）
- 痙攣膣イキ過剰ピストン運動（11月13日、MOODYZ）
- 妻が●●●をしている間に、目を盗んで自分に谷間やパンツを見せて誘惑する妻の友達。初めは冗談かと疑いつつも、完全に誘ってる?!すぐ隣にいるにも関わらず、淫らにカラダを交わらせる禁断の肉体関係。 2（11月13日、SCOOP）
- お尻大好きしょう太くんのHなイタズラ（11月19日、グローリークエスト）
- 「主人はノーマルなので精子を飲むなんて…初めて♥」 美人妻旦那に内緒でごっくんAV初出演!!（11月19日、エムズビデオグループ）※「なつき」名義
- ガチンコ本物ナースナンパ 〜仕事で奉仕してる分、僕達が奉仕しちゃいます!〜（11月20日、DOC）※「りさ」名義
- 「撮影されるのってドキドキしますね…」 奇跡の腹筋と卑猥な騎乗位がたまらない! 爽やか過ぎる現役カフェ店長AV出演!（11月20日、ONEZ）※「みなみ」名義
- オール2連射×M字開脚×鬼吸引フェラ 感涙のトリプルコンボ（11月20日、SEX Agent）
- 脱ぎたてパンスト手コキ 3（11月20日、SEX Agent）
- 美尻インストラクターへの突きあげ本番トレーニングが話題の最新フィットネスクラブ ピストンジム 表参道本店 男のスーパーセクササイズ!（11月26日、SODクリエイト）
- アダルトビデオショップに間違えて入ってきたお姉さんと狭い店内で2人きりドキドキ視線にフル勃起状態です。お尻をボクの股間に押し当てられて爆発寸前、店員や他の客にバレないようにH出来るのでしょうか?（11月26日、SWITCH）
- 「『若い子じゃなくていいの?』女子校生の隣でイケメン青年に大きな尻を触られたタイトスカートおばさんは拒みつつも本当は内心うれしくてたまらない」 VOL.1（11月26日、DANDY）
- 日焼けギャルの火照った身体をアフターケアする無許可営業スキンケアサロン 3（12月1日、DOC）※「Risa」名義
- 受付嬢in… (脅迫スイートルーム)（12月4日、ドリームチケット）
- マジックミラー号「早漏に悩む男性の暴発改善のお手伝いしてくれませんか?」 街中で声をかけた押しに弱い心優しい人妻さんが敏感チ♥ポを励まし互いに何度も気持ちよくなる連続射精SEX!! 3（12月10日、SODクリエイト）
- 近親相姦 母親の介護に疲れ逃げた女房の代わりに頑張っている娘を女房の代わりに犯し続ける父と助けるフリをして若い体を調教し弄ぶスケベ大家（12月10日、ヒビノ）
- 夢の近親相姦特別篇 父の再婚ママに連れ娘が5人! 今まで女っ気ゼロだった僕が美人ママと年頃の姉貴達との夢の同居生活 初めて見る女家族のパンチラに毎日ビンビンの僕、ママ&お姉ちゃん達はお漏らしするぐらいそんなペニスを待ってました!（12月10日、SWITCH）
- ベロちゅう キモサラリーマンしかいないお下品な社員寮で夏希みなみが日常的に変態ベロキス交尾を繰り広げる!（12月17日、グローリークエスト）
- 淫乱素人見つけました 大会前の禁欲マラソン美女は欲求不満でムラムラMAX中出しOK（12月19日、乱丸）※「はるか」名義
- 膣奥射精オネダリ淫語お姉さん（12月25日、本中）
- 美人素人さんナンパ企画! 制限時間10分以内に射精させられたら賞金100万円! 失敗したら即ズボッ! 我慢汁ドクドクち○ぽを生ハメしちゃいます。 ついでに中出しフィニッシュ!（12月25日、ナンパJAPAN）※「まい」名義

2016年
- 男女兼用の某有名エステサロン。 こんな健全店でセックスは愚かチンコを出すなんて完全に出禁行為!!しかし、どんな状況でもSEXにもっていけるという伝説の男たちが集結っ! 盗撮カメラにより彼らによって伝説が作り出される瞬間を収録することに成功したっ!!（1月1日、LEO）
- 汗だく汁まみれヌードヨガレッスン File.02（1月1日、MAD）
- 我が校の生徒会が厳しすぎるから子作り（1月1日、ZUKKON/BAKKON）
- 合コンでお持ち帰りした女子を隠し撮り。 許可無しAV発売。 【其の拾弐】（1月1日、変態紳士倶楽部）※「まりか」名義
- スパリゾートで水着を没収され逃げられない所を下半身露出で辱められ抵抗できない言いなり巨尻女（1月8日、ナチュラルハイ）
- うちの妻をイラマ漬けにしてください。（1月8日、ヒビノ）
- 通勤バスはギュウギュウの満員で目の前には黒パンストのOLだらけ! どうしようもなく興奮しちゃった僕は生チ○コ擦りつけたら握り返してきた 5（1月8日、SWITCH）
- 妄想アイテム究極進化シリーズ 真・時間が止まる腕時計パート5 妄想お年玉3時間スペシャル ジムインストラクター、ママさんバレー部、巫女さんよ止まれ!の豪華3本立て（1月8日、ROCKET）
- 僕が童貞なのを知ってか知らずか、ノーブラで乳首ポッチになった胸をチラつかせてくる友達の母親。二人っきりになったのをいいことに僕の息子も可愛がってくれました。 5（1月8日、SCOOP）
- イっクよぉ〜!観てるぅ〜!? ONA21スタジオLIVEオナニー「みんなとイキたい」 〜オー・エヌ・エー・トゥエンティワン その時きっとひとつになれた〜（1月22日、SEX Agent）
- M女限定ナンパ! マッサージ器の体験モニターと騙して大人のオモチャを出したら断り切れずにSEXまでデキるか!?（1月25日、えむっ娘ラボ）
- 日○体○大学併設 競泳アスリートばかりを狙うスポーツトレーナー整体治療院 7（2月1日、変態紳士倶楽部）
- 巨乳水着ギャルばかりを狙う 海の家ナンパエステ 4（2月1日、変態紳士倶楽部）
- 何も知らない旦那と結婚した元有名AV女優が、偶然に元カレにバッタリ遭遇?!その幸せそうな様子に嫉妬し、旦那に気付かれないようにちょっかいを出してきた。すると、口止めとして一回だけ内緒でヤラせてくれた元カノ。久しぶりに味わったオ●ンコは、やっぱり最高だった!! 嫁が元有名AV女優 旦那にはナイショ…（2月5日、LEO）
- 丸呑み中毒!　激尺ディープスロート（2月5日、ワープエンタテインメント）
- 職業CA 知的でプライドの高い身長172cmFcup 奥様が生理的に無理なキモ豚たちに寝取られる 2 〜複数の豚にヒィヒィ言わされる自尊心ズタズタの人妻CA〜（2月5日、DIY）
- 性欲処理専門 セックス外来医院 11 真正中出し科 なかだし訪問看護サービス（2月6日、SODクリエイト）
- SEXのハードルが異常に低い世界 11（2月6日、ディープス）
- 夏希みなみが世界最大のデカチン黒人とガッツリ生中出し（2月6日、ROCKET）
- 結婚直前の蜜月、毎晩旦那さんに愛されて最高感度になっている新妻 ブライダルエステで油断したところに媚薬チ●ポを即ハメ! すぐに抵抗が弱まり、感じ始めたところでマシンバイブ挿入、潮を吹きまくって、中出しをすんなり受け入れる! 2（2月6日、サディスティックヴィレッジ）
- お嬢様女子校生・OL・予備校生・フリーター、美人4姉妹の自宅に侵入「お姉ちゃんをレイプされたくなかったら黙って中出しさせろ」と脅して結局家族全員ナマ中出しレイプ!（2月8日、サディスティックヴィレッジ）
- 10人10発+7発本当の生中出し（2月12日、アリスJAPAN）
- 女上司と部下は賞金ゲームで一線を超え 男女の関係になるのか?（2月15日、ピーターズ）
- 超・女体観察 2 神秘の女体図鑑! 自然界最高の創作物「オンナ」（2月19日、SEX Agent）
- 極限モニタリング! 新製品のパンストモニターアルバイトと称して超濃厚媚薬成分を染み込ませた特製発情パンストを履かせてアヘアヘになった女とヤレるのか!?徹底検証!!（2月26日、SCOOP）
- 悪徳「夫婦関係カウンセラー」のワイセツ映像を公開!秘薬を服用してビンビンになったイチモツを久しぶりに見てオンナになったセックスレスに悩む人妻の赤裸々カウンセリング!（2月26日、SCOOP）
- 禁断介護（3月3日、グローリークエスト）
- メスころがし（3月4日、h.m.p）
- 効果絶大!!利尿効果のある媚薬をお茶とお菓子に巧みに仕込まれ異常にもよおす尿意に、我慢出来ずに放射状おもらしの大醜態っ!!美人モデル豹変のアクメ失禁オイルマッサージ 3（3月4日、LEO）
- 出産して急激に感度があがったママチャリ早漏妻 13 全員中出しSP（3月5日、ナチュラルハイ）
- 夢の女子社員だけの部署で僕一人!黒パンスト透けパンチラに勃起してたら6人の先輩におチ○ポたっぷり可愛いがられキン○マすっからかん!（3月5日、SWITCH）
- 非合法!? 必ず中出しSEXが出来るキャバクラSP（3月11日、BAZOOKA）
- 緊縛下着モデル みなみ（3月13日、赤ほたるいか）
- 女性限定ビジネスホテル 出張先で何度でも絶頂する素人オナニー盗撮 2（3月15日、プリモ）
- おしっこカクテルが飲めるBAR（3月20日、レイディックス）
- AV女優裁判 罪状:底なし沼性欲 被告:夏希みなみ（3月25日、FIRST STAR）
- アルバイトと称してセンズリ鑑賞をさせたら、久しぶりの勃起チ●ポに欲情してしまったセックスレス人妻たちのリアルな下半身事情がそこにあった!!（3月25日、SCOOP）
- AV女優裁判 罪状:底なし沼性欲 被告:夏希みなみ（3月25日、FIRST STAR）
- グラビアモデルになりませんか?と声をかけた渋谷素人娘をボディチェックと騙して衣服を脱がせ、某有名雑誌の専属モデルになれるとチラつかせたら凄いテクニックで精子をどぴゅどぴゅ搾り取ってくれちゃいました。（3月25日、ナンパJAPAN）
- 知ってるあの娘が風俗嬢!? こんな所でバッタリ遭遇するなんて… 2 僕も彼女も想定外!!お茶を濁して逃げ帰るか…イヤ、冷静に考えれば彼女の方がバレたくいはず!!普段とのギャップに興奮し過ぎて生ハメ中出し!!で、収まらずお掃除フェラ射まで!!（4月8日、LEO）
- 女捜査官拷問調教 14（4月13日、セレブの友）
- 東京都心危険露出散歩（4月19日、キチックス）
- 満員電車で痴漢師に潮が出なくなるまで何度もイカされ膝をガクガク震わせながら絶頂する女 2（4月21日、ナチュラルハイ）
- マスターベーションインストラクション 8 あなたに語りかける淫語と焦らしストリップでオナ指示 アナタだけの理想のカノジョ編（4月21日、ROCKET）
- エロサイトを見ようとしたら変なリンクに飛んでしまい、明らかに胡散臭い催眠マニュアルをワンクリック!!即日到着したので自分の姉に実践!予想以上に効いてしまって僕の童貞はヌルッと奪われてしまった!!!（4月22日、SCOOP）
- 脅迫されても心が折れないいつも強気な高飛車女は、弱味につけこむ男のチ●ポでさえ睨みつけながら咥える（5月6日、ドリームチケット）
- マジックミラー号 ゲレンデで見つけた卒業旅行中の友達同士の男女が「素股マッサージ」体験 初めて触れ合うチ○ポとマ○コは火が付いて、そのまま生挿入真正中出し!（5月12日、SODクリエイト）
- 母の見舞いに行った女子病棟が女だらけで男は僕一人!!カーテン越しのプリプリ尻に誘われたチ○コはギン勃ちこいて母の寝てる横でヤラレた!（5月12日、SWITCH）
- 「何回イッてもいいですよ」 優しすぎる素人奥さんが夫に内緒で童貞筆おろし! VOL.4（5月12日、コスモス映像）※「みき」名義
- 官能小説 嫁くらべ（5月13日、マックス・エー）
- 綺麗なお姉さんOLが悪ガキ大学生達に媚薬漬けにされてオチ○ポをじゅぼじゅぼしゃぶって、オマ○コからビチャビチャ潮を吹きまくってオマ○コがバカになる話。（5月13日、HERO）
- ラグジュTV×PRESTIGE PREMIUM 02（5月20日、プレステージ）※「藤本南」名義
- 激イキ初緊縛（5月20日、MAD）
- 1人暮らしのOLを狙った黒人押込みレイプ（5月27日、青空ソフト）
- 出張マッサージで際どい所を何度も刺激されイク寸前に終了させられた人妻は自ら延長を申し入れ挿入中出しを懇願する! 5（6月1日、MAGIC）
- ちんシャブ大好き女（6月10日、REAL）
- 新米パンスト女教師の恥辱なる性教育授業（6月17日、テクノブレイク）
- 夜行バスで声も出せずイカされた隙に生ハメされた女はスローピストンの痺れる快感に理性を失い中出しも拒めない 4（6月23日、ナチュラルハイ）
- 何度も何度も寸止めされた極限感度で痛恨の一撃絶頂! 未経験の衝撃アクメで意識を失う敏感妻 2（6月23日、ナチュラルハイ）
- 毎朝、僕の朝一の濃厚ザーメンを求めて襲ってくるエッチな姉との中出し近親相姦を隠し撮り!（6月24日、TMA）
- バレたら罰金100万円!! 都内デリヘル完全攻略!! 海外から仕入れてきた怪しいギン勃ち間違い無しの勃起薬を飲んで2回戦でも勃起見せつけたら生中出しは可能なのか徹底検証!! PART3（6月24日、SCOOP）
- 職場では真面目なOLが社員旅行でベロ酔い!乱れた浴衣からノーブラ巨乳がポロリ♥社会人なのに童貞の俺らの性欲は大爆発!!童貞チ○ポで生ハメ中出しヤリまくりみんなのオナホとして使用しましたw（7月1日、ゲッツ!!）
- 隣の奥さんのギシアンが毎晩うるさくて非モテぼっちの俺は毎晩勃起しまくり大迷惑!!しびれ薬飲ませて、這いつくばって逃げる人妻にチ◎ポねじこみ寝バック中出ししたら膣イキ痙攣!!（7月1日、ゲッツ!!）
- 【ドッキリ】フットサル場トイレを使用禁止にしたら、スポーツ女子の野ション盗撮成功!!「動画サイトにうpしてイイですかw」で、生ハメ中出しまでヤレるか検証する!! 生放尿中（7月1日、ゲッツ!!）
- 田舎の村で発見!こんなところに美人妻♥ 即ハメ青姦中出しナンパ（7月1日、グリグリ）
- モテた経験がない男子校生が乗り込んだバスは周りがイイ匂いのする人妻だらけ! 2 揺れる度にデカ尻やボインに触れて爆発寸前!6人の奥様も思春期チ○ポに我慢できまへん。（7月7日、SWITCH）
- 夏合宿中のビーチバレー選手にアスリート系AV男優が挑戦!! ビーチバレー対決で負けたら中出しビーチFUCK（7月7日、ROCKET）
- 夏合宿にやってきた美乳美尻の女子陸上部員たち! 過酷な練習で火照るカラダと満たされない性欲で、部員に隠れてコーチのチ○ポを勝手に生挿入! 一度の中出しでは物足りない汗だく敏感ボディのマ○コに何度も中出し!（7月8日、V&R PRODUCE）
- 犯されて初めて中イキした快感が忘れられず彼氏がそばにいるのに“もう一度”挿れて欲しがるガーターベルトOL（7月21日、ナチュラルハイ）
- 海の駐車場で生着替え! ポロリしている巨乳素人限定!! ビキニの巨乳お姉さん おっぱいカーウォッシュしてみませんか? ガラス窓におっぱい押し当てナマ乳洗車で賞金10万円!チ○ポウォッシュ、中出しカーSEXで賞金50万円!!（7月21日、ROCKET）
- ノーパンストに直電マ! 6 「ちょっとお姉さん、ノーパンでパンスト穿いて貰えませんか?」（7月22日、DOC）
- ノーブラ乳首とパンモロ尻で僕を惑わす従姉妹たちと過ごしたエッチな休日。（8月6日、SWITCH）
- 合法的公然わいせつ!吊り革を掴んだままの痴漢デリヘル嬢に立ちバックで生挿入!生中出し! 4（8月6日、Mr.michiru）
- あの頃に戻れたら…  僕に起きた奇跡体験!これが僕のリバイバル（8月26日、TMA）

### イメージDVD
- 17の御法度 〜ヌードになった日…〜（2013年1月30日、オルスタックピクチャーズ）※「枡田陽子」名義
- 17の御法度 2 〜ホテルの一室で何が…〜（2013年6月28日、オルスタックピクチャーズ）※「枡田陽子」名義
- 初裸 71（2014年6月12日、グラッツコーポレーション）
- 夏希みなみはオレのカノジョ。（2015年3月25日、GARDEN）
- 自然体（2018年11月26日、メディアブランド）
- 処女のキモチ 夏希（2019年1月25日、スパイスビジュアル）[11]
- 艶職 夏希（2019年5月31日、グラッソ）
- 夏希と混浴温泉デート（2019年8月30日、オルスタックソフト販売）[12]
- なつパイ/夏希（2019年11月29日、グラッソ）[6]
- 濡尻 夏希（2020年2月28日、NCTR）[13]
- 結婚ごっこ/夏希（2020年5月29日、スパイスビジュアル）
- 艶色（2020年8月28日、スパイスビジュアル）
- 妄想激情/夏希（2020年11月27日、スパイスビジュアル）
- ナツキブン/夏希（2021年2月26日、スパイスビジュアル）

## 出演

### テレビ
- ケンコバのバコバコテレビ #58 - #70 他（2014年,2015年、サンテレビ）
- ビ〜チ9（2015年2月、テレビ埼玉） - マンスリーゲスト
- W女優おんせん #3（2015年4月、エンタメ〜テレ）
- 魚拓と成瀬のツキとスッポンぽん #55,#56（2015年9月20日,27日、パチ・スロ サイトセブンTV）

### 映画
- 帰れない三人 快感は終わらない（2015年5月15日、オーピー映画） - 甘木智代 役（主演）[14]
- 愛Robot したたる淫行知能（2015年10月9日、オーピー映画） - 恵 役[15]